# Strättligen
Strättligen est une commune bourgeoise et ancienne commune du canton de Berne, située à l'extrémité du lac de Thoune. Elle fait partie de la commune de Thoune depuis 1920.  

## Toponymie
La plus ancienne occurrence du toponyme, Stretelingen, date de 1175. Il a connu plusieurs variations telles que Stratelingen ou Stratilingen.
Le préfixe remonte au latin strata (route) ou au nom d'une personne (Stratilo), tandis que le suffixe désigne un lieu. 
Strättligen signifie donc soit le lieu où se situait une route (celle située en dessous de l'ancien château fort), soit le lieu où se trouvent les Stretilo.

## Héraldique
De gueules, à fer de flèche d'or, posé en bande (trad.)
Selon la tradition, la flèche d'or sur fond rouge représente le cœur transpercé par la foi divine. Elle rappelle la conversion légendaire du premier Strättliger, un roi romain du nom de Ptolémée, racontée dans la chronique de Strättligen (écrite par Elogius Kiburger en 1466), d'après laquelle celui-ci aurait vu une apparition du Christ alors qu'il s'apprêtait à tirer un cerf avec son arc.

## Géographie

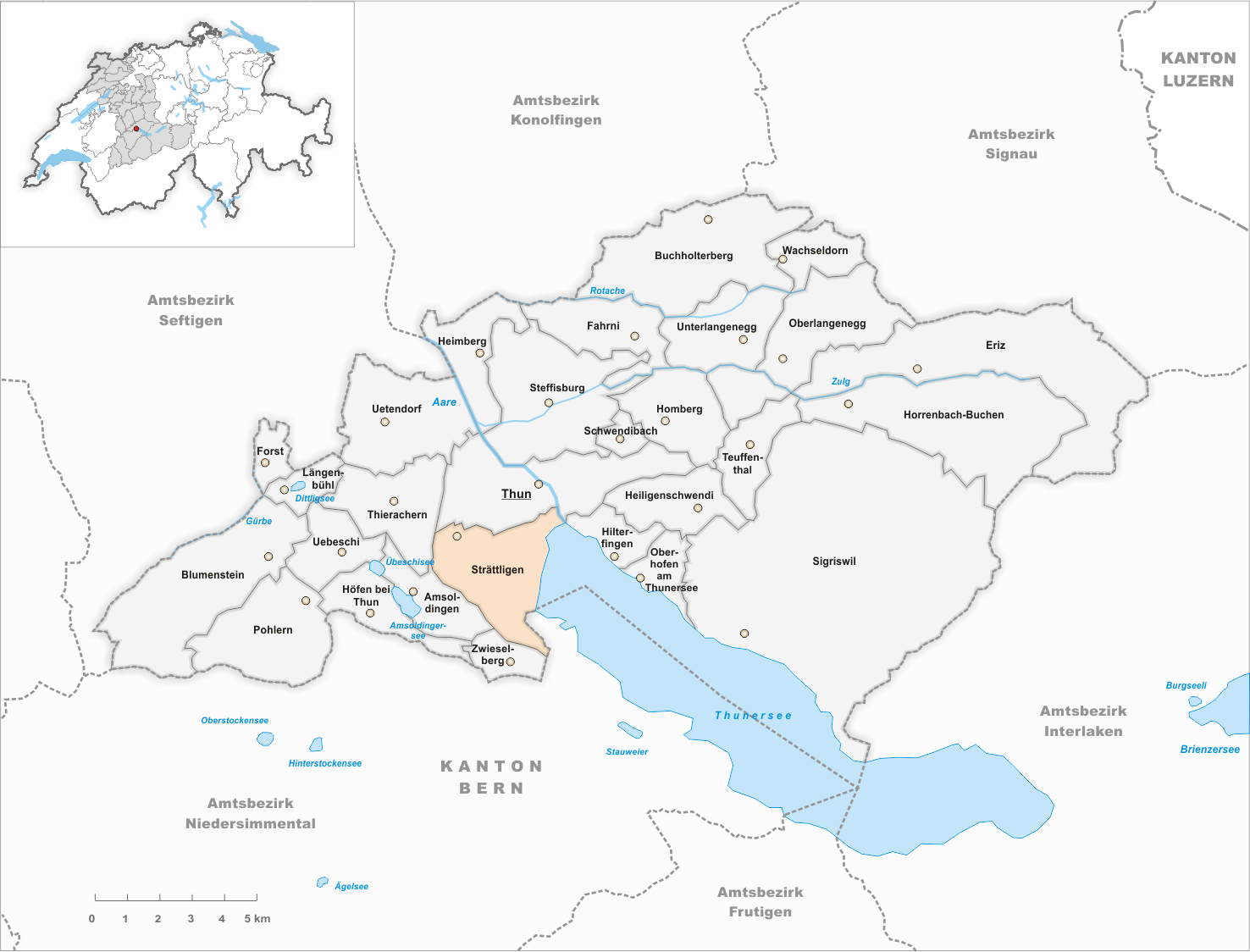
La commune avant sa fusion

Strättligen est située à l'extrémité nord du lac de Thoune, sur la rive gauche. 
Son territoire forme aujourd'hui la partie sud de la commune de Thoune.
Avant sa fusion avec Thoune le 1er janvier 1920, la commune comprenait les villages d'Allmendingen, Schoren, Buchholz, Gwatt et Scherzligen.

## Démographie
Strättligen comptait 21 131 habitants en 2010, alors qu'elle n'en comptait que 3646 en 1910. La croissance de la population s'est fortement accélérée après la fusion avec Thoune, effective en 1920, en raison de la construction de nouveaux quartiers d'habitation. Elle avait déjà doublé dans la seconde moitié du XIXe siècle en raison de l'industrialisation de la ville voisine de Thoune. 

## Histoire

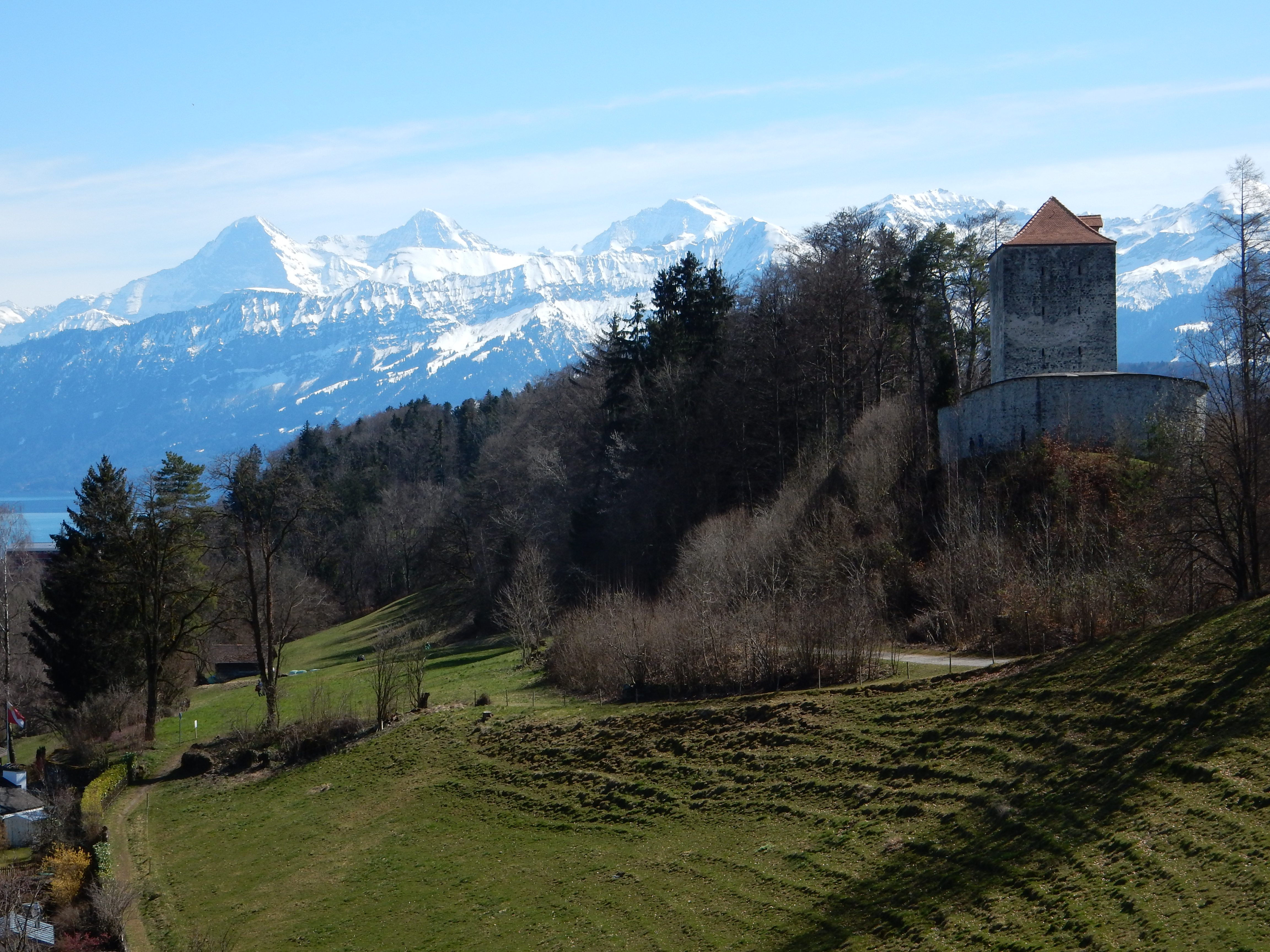
Ruines du château fort et de la tour des poudres (Mönch et Jungfrau en arrière-plan)

Strättligen formait autrefois le cœur d'une seigneurie située autour du château fort du même nom (au lieu dit « Zur Goldenen Lust », soit Au plaisir doré, dans la chronique de Strättligen), résidence des barons de Strättligen, parents de la famille royale de Haute-Bourgogne et mentionnés dans les sources historiques de 1175 à 1349. Après la guerre de Gümmenen (1331-1333), le château est en ruine. Il sera remplacé en 1701 par une tour servant de magasin des poudres jusqu'en 1872. La commune de Thoune rachètera la tour en 1977 et la fera restaurer. Elle est encore visible aujourd'hui.
En 1338, Johann von Strättligen vend la seigneurie de Spiez aux seigneurs de Bubenberg pour régler une grosse dette. Après l'extinction de la lignée de Strättligen en 1349, leurs autres possessions passent aux seigneurs de Burgistein, puis à Berne. Celle-ci l'intègre à son bailliage de Thoune en 1594. puis dans celui d'Oberhofen en 1652.
En 1860, le territoire de la commune est encore peu construit. Il compte des fermes isolées et cinq villages (Allmendingen, Schoren, Buchholz, Gwatt et Scherzligen). Des entreprises fédérales et des industries commencent alors à s'installer à Thoune et Strättligen se transforme peu à peu en sa banlieue. L'augmentation du nombre d'habitants requiert de lourds investissements dans les infrastructures Or, jusqu'en 1918, les impôts sont perçus sur le lieu de travail, et non sur le lieu de résidence : Strättligen doit donc s'acquitter de toutes les charges des ouvriers qui résident sur son territoire sans pouvoir les imposer. Fortement endettée, la commune entame en 1915 des discussions pour son rattachement à la commune de Thoune, à l'étroit sur son territoire. Soumis à votation en 1919, la fusion est plébiscitée par 83 % des voix à Strättligen, mais est acceptée à seulement 56 % à Thoune en raison de son coût. Le rattachement de Strättligen à Thoune prend effet le 1er janvier 1920.
La commune bourgeoise de Strättligen est toutefois maintenue, notamment en raison des distributions gratuites du bois de la forêt du Strättligwald, qui s'étend sur 115 hectares et appartient aux bourgeois de la commune. Ce droit bourgeoisial a disparu, mais la commune bourgeoise continue de tirer des revenus de cette forêt. En 2021, la commune bourgeoise totalisait quelque 3 200 bourgeois au total, dont 560 résidaient à Thoune.